# Прикажчик

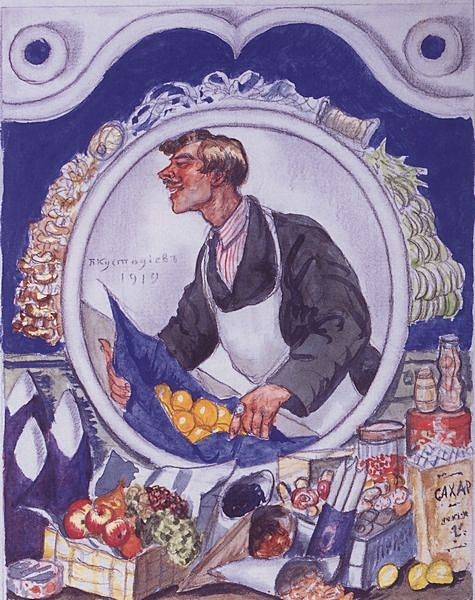
Б. М. Кустодієв. Прикажчик, 1919 р.

Прика́жчик (рос. приказчик, від приказывать — «наказувати») — назва кількох посад у Російській імперії і Московській державі. У XIX столітті вживалося в двох значеннях: найманий службовець у поміщика, що наглядав за якою-небудь ділянкою його господарства, виконував різні господарські доручення або керував господарством, та найманий службовець у купця або в торговельному закладі.

## Історія
У Московському великому князівстві прикажчиками («прикащиками», «прикащиками-путниками») називалися управителі князівським майном, що вибиралися з дворян князівського двору і нагороджувалися за службу маєтками.
У Московському царстві прикажчик — виконавчий службовець, що здійснював різні функції за дорученням начальника (воєводи). Так називали й консулів інших держав (датский, свейский приказчик). Городовий прикажчик стежив за справністю міських мурів, збирав податі, відводив землі монастирям, виконував деякі поліційні і судові обов'язки. Їхнє значення збільшилося з початку XV століття, у XVII столітті прикажчики з відставних дворян і боярських дітей приблизно відповідали городничим XIX століття. У більшості випадків був один городовий прикажчик на все місто. Слобідський прикажчик управляв слободою.
У Російській імперії прикажчики — довірені особи комерсантів чи фабрикантів, які здійснювали правочини від його імені (бухгалтери, касири, конторщики, кореспонденти, техніки тощо). Первісно вони називалися «купецькими прикажчиками», на початок XX століття слово «прикажчики» вживалося виключно щодо них.